# Viossa nyelv

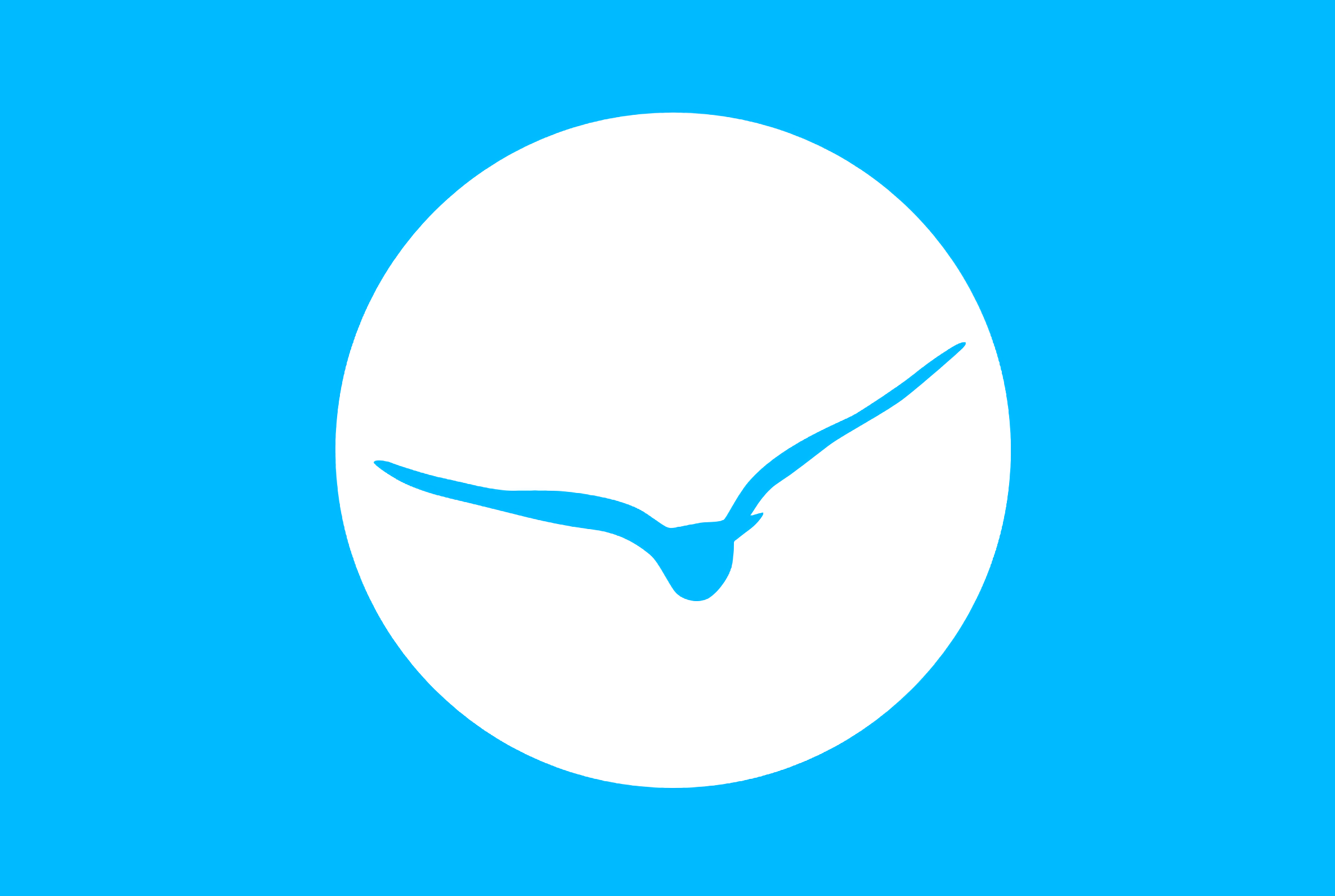
A viossa zászlója

A viossa (ejtsd: viossza) egy pidzsin típusú mesterséges nyelv, amit egy Skype-csoport hozott létre 2014-ben. Úgy jött létre a nyelv, hogy a csoport résztvevői sok különböző nyelvet használtak egymással (az angolon használata tiltva volt, mivel szerintük "mindenki tud angolul"). a nyelveik egy idő után "egybefolytak", és a hosszabb ideig tartó kommunikáció egymás között egy új nyelvet hozott létre, a viossát. A nyelv neve a vi (mi) és a glossa (nyelv) szóból jött létre, emiatt nagyjából annyit jelent, hogy "a mi nyelvünk".

## Szókincs és írásrendszer
A szókincs 13 nyelvből való: orosz, finn, albán, japán, norvég, svájci német, ír, svéd, északi számi, ajnu, óangol, illetve francia és latin. A nyelv másik célja, hogy a nyelvet tanuló emberek az nyelvvel való kapcsolatba lépéssel, azaz immerzióval tanulják meg a nyelvet, és nem pedig könyvből, valamilyen más hasonló nyelvtanuló módszer használatával.
Mielőtt akárki hozzákezdene a nyelv megtanulásához, a közösség megadja a legfontosabb 4 alapszót és azok jelentéseit:
- akkurat – igen
- nai – nem
- fšto/fshto – megérteni (valamit)
- ka – mi(?) (kérdőszó)

(A harmadik szónál azért van feltüntetve két különböző írásmód, mivel a Viossza közösség elfogadja mindenkinek az írásmódját és a nyelvhasználatát, amíg mindenki megérti azt.)